# Elastigirl
Helen Parr (superheldennaam Mrs. Incredible, voorheen Elastigirl) is een fictieve superheld uit de Disney- en Pixar-film The Incredibles. Ze is de vrouw van Mr. Incredible. Verder doet ze mee in enkele strips en videospellen gebaseerd op de film.
Haar stem in de film werd gedaan door Holly Hunter. De reden dat ze in alle merchandising van de film Mrs. Incredible wordt genoemd is vermoedelijk dat er ook al een DC Comics-personage bestaat met de naam Elasti-Girl.

## De film
Elastigirl is een superheldin die zich enorm ver kan uitrekken (zoals Plastic Man of Mr. Fantastic). Aan het begin van de film trouwt ze met Bob Parr. Korte tijd daarna beginnen de rechtszaken tegen superhelden en moeten zij en haar man met pensioen gaan.
15 jaar later heeft ze samen met Bob drie kinderen. Terwijl Bob werkt is Helen een huisvrouw die voor de kinderen zorgt. Haar scherpe persoonlijkheid houdt de familie bij elkaar terwijl ze proberen een zo normaal mogelijk leven te leiden. Buiten haar weten om gaat Bob nog geregeld met Frozone op pad om toch heldendaden te verrichten. Ze weet ook niets af van het feit dat hij voor Mirage werkt.
Helen komt eindelijk achter Bobs geheim wanneer ze ziet dat zijn oude superheldenkostuum recentelijk is gerepareerd. Ze bezoekt onmiddellijk Edna Mode, en leert van haar dat Bob al geruime tijd weer superheldenwerk doet. Dankzij een zender in Bobs nieuwe pak ontdekt Helen dat Bob op een eiland zit, en vertrekt per jet hiernaartoe. Onderweg ontdekt ze dat Dash en Violet ook aan boord zijn. De jet wordt neergeschoten door Syndrome, maar de drie inzittenden overleven doordat Helen eerst in een parachute verandert, en later in een boot.
Op het eiland vindt ze Bob, die al vrijgelaten is door Mirage. Via een raket vertrekt de hele familie terug naar Metroville en schakelt de Omnidroid die door Syndrome was losgelaten op de stad uit. In de climax van de film redt ze Jack-Jack, die was ontvoerd door Syndrome, terwijl Mr. Incredible Syndrome uitschakelt.

## Persoonlijkheid
In haar jongere dagen geloofde Elastigirl niet echt dat een huwelijk haar toekomst was, daar ze zich als superheldin staande moest houden in een door mannen gedomineerde wereld. Toch kreeg ze een oogje op Mr. Incredible.
In de rest van de film is ze inmiddels een zorgzame huisvrouw en moeder geworden, die sterk let op het welzijn van haar gezin. Ze is dan ook allesbehalve blij met Bobs geheime activiteiten. Ze wil namelijk koste wat het kost het feit dat ze superhelden zijn verborgen houden.

## Krachten en vaardigheden
Elastigirls lichaam is als een elastiek. Ze kan al haar lichaamsdelen zeer ver uitrekken zonder gevolgen voor haarzelf. Tevens kan ze haar lichaam van vorm laten veranderen; zo verandert ze in de film o.a. in een parachute en een boot.
In tegenstelling tot andere superhelden met een elastisch lichaam blijft haar volume constant. Daardoor is de mate waarin ze zich kan uitrekken gebonden aan limieten, in tegenstelling tot bij bijvoorbeeld Plastic Man. Haar minimum dikte is 1 mm, wat haar uitreklimiet ongeveer 30 meter maakt.
Als onderdeel van dit elastische lichaam heeft Elastigirl in zekere mate ook onkwetsbaarheid. Ze overleefde de explosie van de jet waar zij, Violet en Dash in zaten zonder een schrammetje op te lopen. Ze beschikt ook over bovenmenselijke kracht, en kan door haar elasticiteit voorwerpen gooien met veel meer kracht dan een normaal persoon van haar lengte. Ze zou ook immuun moeten zijn voor kogels, maar dit werd in de film niet getoond.
Het is niet bekend hoe Elastigirl aan haar krachten komt, maar aangenomen wordt dat ze ermee is geboren.
Helen is zelf een ervaren pilote en is zeer berekenend.
In Syndromes database was haar gevaarcijfer een 5,2, wat haar tot een gemiddelde bedreiging maakt. Tevens beweert de database dat haar laatste publieke optreden op 13 november 1955 was. Dat maakt dat de film zich in de jaren 70 afspeelt.

## Gebeurtenissen na de film

### Rise of The Underminer
Helen, Violet, Dash, en Jack-Jack krijgen van Bob in dit spel de opdracht om Metroville te evacueren terwijl hij en Frozone de Underminder bevechten. Daardoor is Elastigirl geen bespeelbaar personage in dit spel.

### Holiday Heroes
In deze korte strip doet Elastigril onder andere dienst als hangmat voor Jack-Jack. Ook vormt ze zichzelf om tot een bak die gevuld wordt met water zodat Frozone niet uitdroogt terwijl hij de lava van een vulkaan bevriest.

### A Magic Kingdom Adventure
Deze “Disney on ice”-show gaat verder waar de strip ophield, en toont de familie Parr in Walt Disney World Resort. Ze raakt gefrustreerd wanneer Bob, in de veronderstelling dat er mensen in gevaar zijn, een paar attracties sloopt. Ze helpt haar familie te vechten met een robotdubbelganger van Syndrome.

## Stem
De Amerikaanse stem van Elastigirl is Holly Hunter in de eerste en tweede film en de Disney Infinity games. In de andere Disney games is de stem van Elastigirl Elizabeth Daily. 
De Nederlandse stem van Elastigirl is Isa Hoes in de eerste en tweede film. In de Nederlandse versie van de Disney games is de stem van Elastigirl Tanneke Hartzuiker.

## Trivia
- In een verwijderde scène uit de film had Helen een nachtmerrie over haar man die een affaire zou hebben met veel blonde vrouwen.
- Volgens haar file bij de National Supers Agency wilde de NSA dat zij een nieuw superheldenteam zou leiden: Heroes, Inc. Ze wees het aanbod echter af.
- De Drawn Together-aflevering "Captain Hero's Marriage Pact" bevat een personage dat een parodie is op Elastigirl.